# Visconde de Barcel
Visconde de Barcel é um título nobiliárquico criado por D. Carlos I de Portugal, por Decreto de 7 de Dezembro de 1904, em favor de Sancha Augusta de Almeida Pimentel.
Titulares
1. Sancha Augusta de Almeida Pimentel, 1.ª Viscondessa de Barcel.